# Лещкув (Свентокшиське воєводство)
Лещкув (пол. Leszczków) — село в Польщі, у гміні Ліпник Опатовського повіту Свентокшиського воєводства.
Населення — 370 осіб (2011).
У 1975-1998 роках село належало до Тарнобжезького воєводства.

## Демографія
Демографічна структура на день 31 березня 2011 року:
|          | Загалом | Допрацездатний вік | Працездатний вік | Постпрацездатний вік |
| -------- | ------- | ------------------ | ---------------- | -------------------- |
| Чоловіки | 187     | 38                 | 123              | 26                   |
| Жінки    | 183     | 32                 | 98               | 53                   |
| Разом    | 370     | 70                 | 221              | 79                   |